# Gangdong-gu
Gangdong-gu  är ett av de 25 stadsdistrikten (gu) i Sydkoreas huvudstad Seoul. Gangdong betyder "öster om (Han) River". Det ligger på den östra sidan av staden.
Jungbu (bokstavligen "Centraldelen") Express-motorvägen startar i och passerar genom Sangil-dong, som ligger i den östra änden av Gangdong-gu. I Amsa-dong finns det en förhistorisk plats som är cirka sextusen år gammal. Där finns det många typer av keramik och hus. 

## Administrativ indelning
Gangdong-gu består av 18 administrativa stadsdelar (dong).

- Amsa 1-dong
- Amsa 2-dong
- Amsa 3-dong
- Cheonho 1-dong
- Cheonho 2-dong
- Cheonho 3-dong
- Dunchon 1-dong
- Dunchon 2-dong
- Gangil-dong
- Gil-dong
- Godeok 1-dong
- Godeok 2-dong
- Myeongil 1-dong
- Myeongil 2-dong
- Sangil-dong
- Seongnae 1-dong
- Seongnae 2-dong
- Seongnae 3-dong